# Memorial-Prefeitura de Santos
Memorial-Prefeitura de Santos war ein brasilianisches Radsportteam mit Sitz in Santos.
Die Mannschaft wurde 2007 gegründet und ging aus einer nationalen Mannschaft gleichen Namens hervor. Sie besaß 2007 sowie 2014 eine UCI-Lizenz als Continental Team. Manager war Claudio Diegues, der von dem Sportlichen Leiter Luiz Nunes unterstützt wurde.

## Saison 2015
Abgänge – Zugänge
| Zugänge | Team 2014 | Abgänge     | Team 2015                   |
| ------- | --------- | ----------- | --------------------------- |
|         |           | Joel Júnior | Osasco-Penks-Maxxis-Calypso |

## Saison 2014
Mannschaft
| Name                          | Geburtstag         | Nationalität | Team 2013                                |
| ----------------------------- | ------------------ | ------------ | ---------------------------------------- |
| Geovane Andriato (bis 28.03.) | 3. April 1992      | Brasilien    | Neoprofi                                 |
| Diego Ares (bis 25.07.)       | 29. September 1986 | Brasilien    | Team Vorarlberg                          |
| Armando Camargo               | 8. August 1982     | Brasilien    | GRCE Memorial/Prefeitura de Santos/Giant |
| Lauro Chaman                  | 25. Juni 1987      | Brasilien    | Neoprofi                                 |
| Robson Dias                   | 14. September 1983 | Brasilien    | GRCE Memorial/Prefeitura de Santos/Giant |
| Tiego Gasparotto              | 23. April 1988     | Brasilien    | GRCE Memorial/Prefeitura de Santos/Giant |
| Soelito Gohr (bis 25.07.)     | 14. September 1973 | Brasilien    | GRCE Memorial/Prefeitura de Santos/Giant |
| Joel Júnior                   | 10. Dezember 1992  | Brasilien    | Neoprofi                                 |
| Iago Marinelli                | 20. Februar 1992   | Brasilien    | Neoprofi                                 |
| Gideoni Monteiro (ab 15.05.)  | 2. September 1989  | Brasilien    | Neoprofi                                 |
| Fabrício Morandi              | 28. April 1981     | Brasilien    | GRCE Memorial/Prefeitura de Santos/Giant |
| Mauricio Morandi              | 28. April 1981     | Brasilien    | GRCE Memorial/Prefeitura de Santos/Giant |
| Douglas Neto                  | 27. April 1991     | Brasilien    | Neoprofi                                 |
| Marcos Novello                | 6. Februar 1976    | Brasilien    | GRCE Memorial/Prefeitura de Santos/Giant |
| Endrigo Pereira               | 5. März 1994       | Brasilien    | Neoprofi                                 |
| Andre Pulini                  | 23. April 1979     | Brasilien    | São Lucas Saude-Giant-UAC                |
| Leandro dos Santos            | 19. Februar 1987   | Brasilien    | Memorial-Fupes-Santos (2007)             |
| Elton da Silva                | 19. Dezember 1977  | Brasilien    | Neoprofi                                 |

## Platzierungen in UCI-Ranglisten
UCI America Tour
| Saison | Mannschaftswertung | Fahrerwertung          |
| ------ | ------------------ | ---------------------- |
| 2007   | 7.                 | Rafael Andriato (6.)   |
| 2014   | 41.                | Endrigo Pereira (309.) |